# Christopher Birdwood Thomson
Christopher Birdwood Thomson, 1st Baron Thomson (n. 13 aprilie 1875 – d. 5 octombrie 1930) a fost un ofițer britanic, atașat militar al Marii Britanii în România pe perioada Primului Război Mondial. A fost la post în România începând cu anul 1915.